# Who Am I (What’s My Name)?
A Who Am I (What’s My Name) az egyik szám Snoop Dogg debütáló albumáról, a Doggystyle-ról.
A szám a Billboard Hot 100 top tízbe is bejutott, a 8. helyre.
A számnak Dr. Dre volt a producere. Közreműködött a Funkadelicből nem csak Knee Deep.George Clinton Atomic Dog című számának a refrénje is megtalálható volt.
Jewell és Tony Green adta a vokálokat.
Később Snoop Dogg Tha Last Meal című albumán is megtalálható volt egy szám, a következő címmel: Snoop Dogg (What's My Name Part 2)